# Biblioteka Raza
Biblioteka Raza (Rāmpur Razā Kitāb Khāna) – biblioteka znajdująca się w miejscowości Rampur, w stanie Uttar Pradesh w Indiach.
Zbiory biblioteki od 1957 roku znajdują się w Hamid Manzil, budynku zbudowanym w 1904 roku przez Hamida Ali Khana Bahadura, władcy Rampuru . W jej zbiorach znajduje się ponad 60 000 książek  i rzadkich manuskryptów, blisko 1 000 mogolskich miniatur oraz portrety z XVI - XVIII wieku. Dostęp do zbiorów biblioteki jest możliwy po wcześniejszym uzgodnieniu z kuratorem biblioteki.